# Painkiller (gra komputerowa)
Painkiller – polska gra komputerowa z gatunku strzelanek pierwszoosobowych stworzona w 2004 roku przez firmę People Can Fly. Według informacji prasowych sprzedano 300 tys. egzemplarzy tej gry. Główny bohater – Daniel Garner – walczy z hordami piekielnych stworów, aby dostąpić wiecznego szczęścia ze swoją ukochaną oraz wypełnić tajny plan jednego z aniołów. Musi zabić czterech generałów Lucyfera i powrócić, lecz okoliczności zmuszają go do zejścia do piekła i zmierzenia się z jego władcą.

## Rozgrywka
Grę charakteryzują:
- możliwość gry w trybach gry jednoosobowej i wieloosobowej,
- wielofunkcyjne bronie, m.in. tytułowy painkiller.

Painkiller to pierwsza polska gra, w której wykorzystano silnik fizyczny Havok 2. Muzykę, którą słyszy się podczas walk z demonami, nagrał polski zespół Mech.

## Fabuła
Daniel Garner i jego żona zginęli w wypadku samochodowym. Daniel trafił do miejsca między piekłem a niebem, natomiast jego żona od razu dostała się do niebios. Żeby tam trafić, Daniel musi odkupić swoje winy. Jego zadaniem jest znaleźć i zabić czterech generałów piekła oraz samego Lucyfera. Aby to zrobić trzeba zabić wszystkie hordy potworów, które ich ochraniają. W czasie podróży trafia na Ewę, która okazuje się pierwszą kobietą, żoną Adama. Pomaga mu ona w znalezieniu dalszej drogi i towarzyszy, choć nie widać jej w żadnym poziomie. Po zakończeniu czwartego rozdziału (zabiciu Alastora) zostaje porwana przez Lucyfera.
Archanioł mówi mu, że jego misja się skończyła, ale Daniel nie chce zostawić towarzyszki w potrzebie i wędruje do piekła, aby zabić szatana. Gdy mu się to udaje, Ewa wyciąga go z piekła, ale władzę obejmuje tam Alastor, który, jak się okazuje, wcale nie zginął. Dalsza akcja rozgrywa się w dodatku Painkiller: Battle out of Hell. Fani gry uznają to zakończenie za kanoniczne, ponieważ jest ono uwzględnione w dodatku Painkiller: Battle out of Hell, ale według twórców właściwym zakończeniem jest to z poziomu trudności Trauma.

### Alternatywne zakończenie
Po pokonaniu Alastora główny bohater, jako biała, świecąca postać, dostaje się wreszcie do Nieba. Gdy idzie przez Raj, wspomniane są walki z bossami, jakie Daniel Garner stoczył. Następnie ukazana jest druga biała postać – żona bohatera, która razem z nim zginęła w wypadku. Oboje wreszcie są razem.

## Kontynuacje
Gra zapoczątkowała serię wydawnictw o wspólnym tytule Painkiller. W 2004 roku ukazało się także rozszerzenie, Painkiller: Battle out of Hell, niewymagające podstawowej wersji gry. W 2005 roku ukazała się Painkiller: Black Edition, zawierająca podstawową wersję gry i dodatek Painkiller: Battle out of Hell na jednej płycie DVD. W 2007 roku ukazał się Painkiller: Overdose, prequel, za który odpowiada czeska firma Mindware Studios. W 2009 roku ukazał się Painkiller: Resurrection, prequel, którego producentem jest austriacka grupa Homegrown Games. W 2011 roku ukazał się dodatek Redemption, którego producentem jest EGGTOOTH TEAM. W 2012 roku ukazała się kolejna część serii o nazwie Painkiller: Recurring Evil ponownie autorstwa EGGTOOTH TEAM, tym razem jednak za design poziomów odpowiada grupa rosyjskich fanów z Med-Art. W 2012 ukazało się też Painkiller Hell & Damnation. Odpowiedzialne za jego stworzenie jest śląskie studio The Farm 51, które wyprodukowało Necrovision. Gra została wydana 31 października 2012 roku.